# Infraestructura urbana

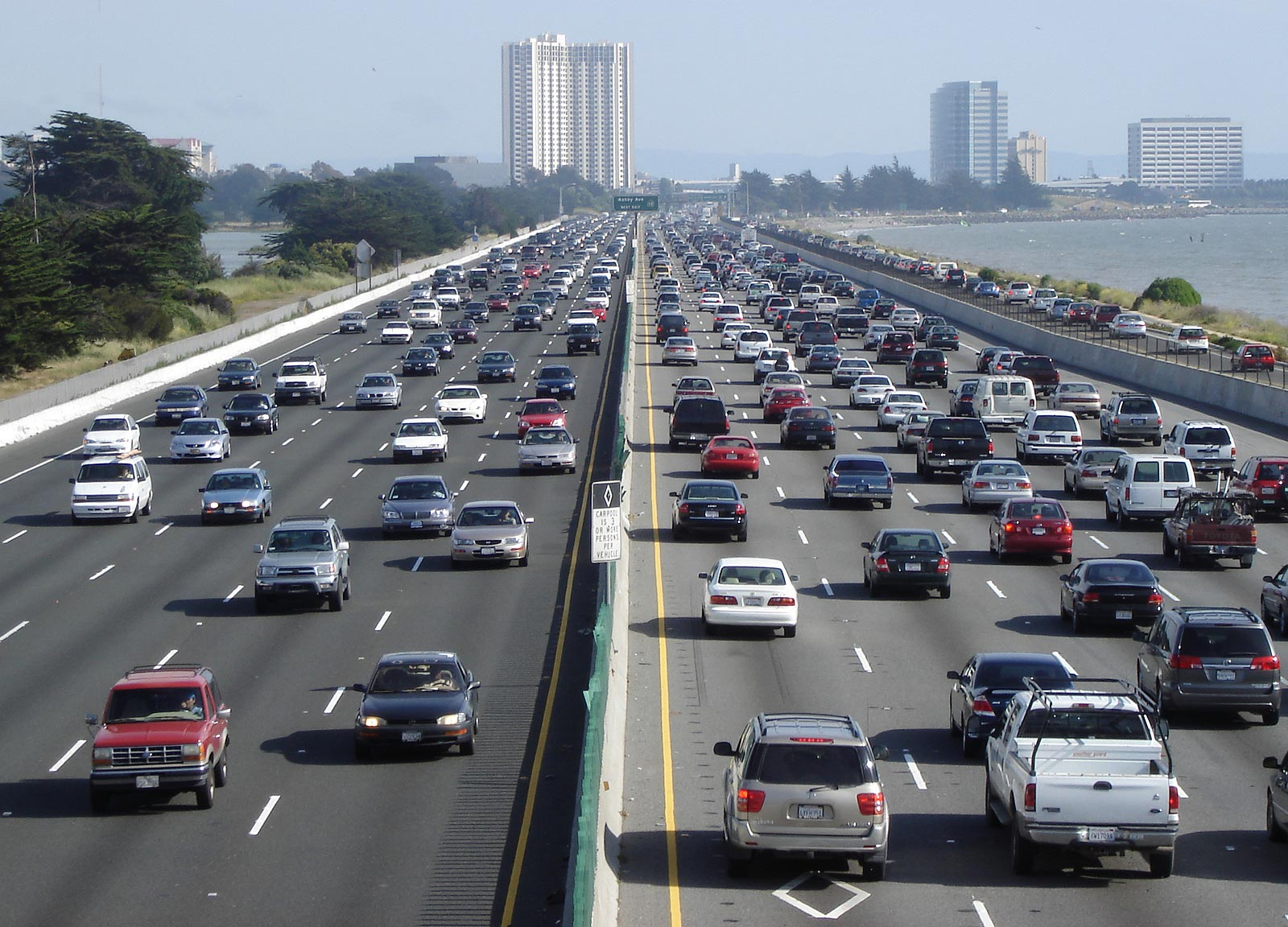
Las autopistas son unas de las infraestructuras más usadas por la sociedad actual.

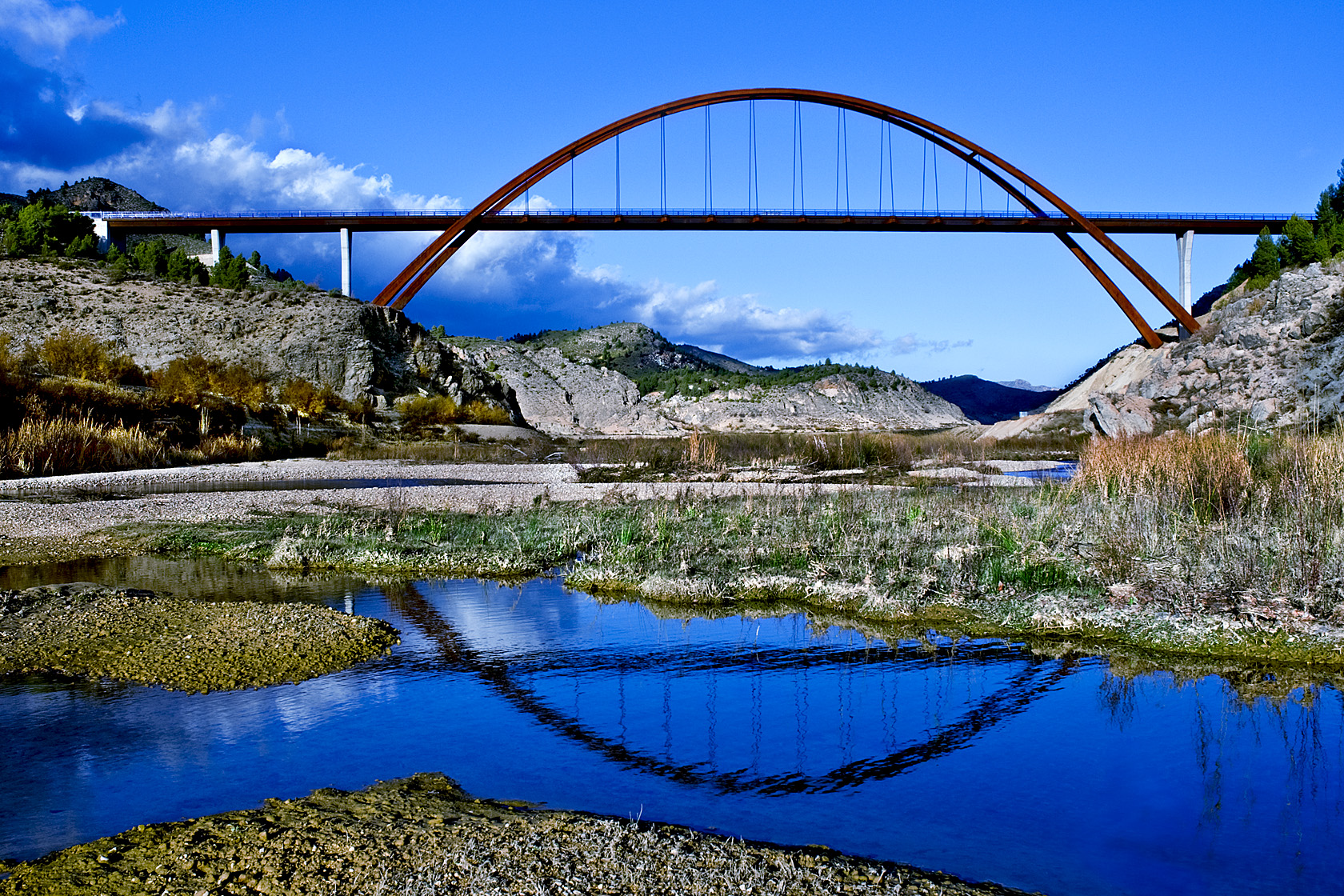
Las infraestructuras suponen grandes inversiones iniciales, lo que implica períodos de amortización muy largos, en algunos casos de décadas. En la imagen, Puente de La Vicaria.

Se denomina infraestructura (etimología: Infra = debajo) a aquella realización humana diseñada y dirigida por profesionales de ingeniería, urbanismo, etc., que sirven de soporte para el desarrollo de otras actividades y su funcionamiento, necesario en la organización estructural de las ciudades y empresas.
La infraestructura se compone de estructuras físicas públicas y privadas tales como carreteras, ferrocarriles, puentes, túneles, suministro de agua, red de saneamiento, redes eléctricas, y telecomunicaciones (incluyendo conectividad a Internet y acceso de banda ancha). En general, la infraestructura se ha definido como "los componentes físicos de los sistemas interrelacionados que proporcionan productos básicos y servicios esenciales para permitir, sostener o mejorar las condiciones de vida de la sociedad" y mantener el entorno circundante.
Especialmente a la luz de las transformaciones sociales masivas necesarias para mitigar y adaptarse al cambio climático, las conversaciones contemporáneas sobre infraestructura se centran con frecuencia en el desarrollo sostenible y la infraestructura verde. Reconociendo esta importancia, la comunidad internacional ha creado una política centrada en la infraestructura sostenible a través de los Objetivos de Desarrollo Sostenible, especialmente el Objetivo de Desarrollo Sostenible 9 "Industria, Innovación e Infraestructura".
Una forma de describir los diferentes tipos de infraestructura es clasificarlos en dos tipos distintos: infraestructura dura e infraestructura blanda. La infraestructura dura se refiere a las redes físicas necesarias para el funcionamiento de una industria moderna. Esto incluye carreteras, puentes y vías férreas. La infraestructura blanda se refiere a todas las instituciones que mantienen el estándares económicos, salud, social, ambiental y cultural de un país. Esto incluye programas educativos, estadísticas oficiales, parques e instalaciones recreativas, instituciones de aplicación de la ley y servicios de emergencia.

## Definición
La infraestructura puede ser definida como las estructuras físicas y organizativas, redes o sistemas necesarios para el buen funcionamiento de una sociedad y su economía. Los diferentes componentes de la infraestructura de una sociedad pueden existir ya sea en el sector público o privado, dependiendo como son poseídos, administrados y regulados (compartido con el sector gubernamental/privado según sea la propiedad y la administración, según ocurre en algunos casos) La infraestructura puede ser física o social, con las dos categorías definidas así: 
- La infraestructura física constituye instalaciones públicas que unen partes de la ciudad y proporcionan los servicios básicos que la ciudad necesita para el funcionamiento, como la red de caminos y servicios públicos.[6]
- La infraestructura social y económica incluye facilidades tales como hospitales, parques y jardines, centros comunitarios, librerías, entretenimiento e instalaciones para hacer compras, y edificios educativos.[7]

Mientras los beneficios de la infraestructura física son claramente tangibles, los beneficios de la infraestructura social son a menudo intangibles.
Las grandes obras de infraestructura, muchas veces generan impactos sociales y ambientales, poniendo en riesgo la salud y bienestar de las comunidades afectadas, por lo que precisan de exhaustivos estudios de impacto ambiental previos a su realización. 
Asimismo, también se denomina con el nombre de infraestructura a la "infraestructura verde", que se compone principalmente de vegetación y suelos, y que tiene el objetivo de mejorar la gestión del agua de lluvia de los ambientes construidos, con beneficios laterales tales como mejora en la calidad del aire, reducción del efecto "isla de calor", etc.

## Aplicaciones en la sociedad moderna

### Ingeniería y construcción

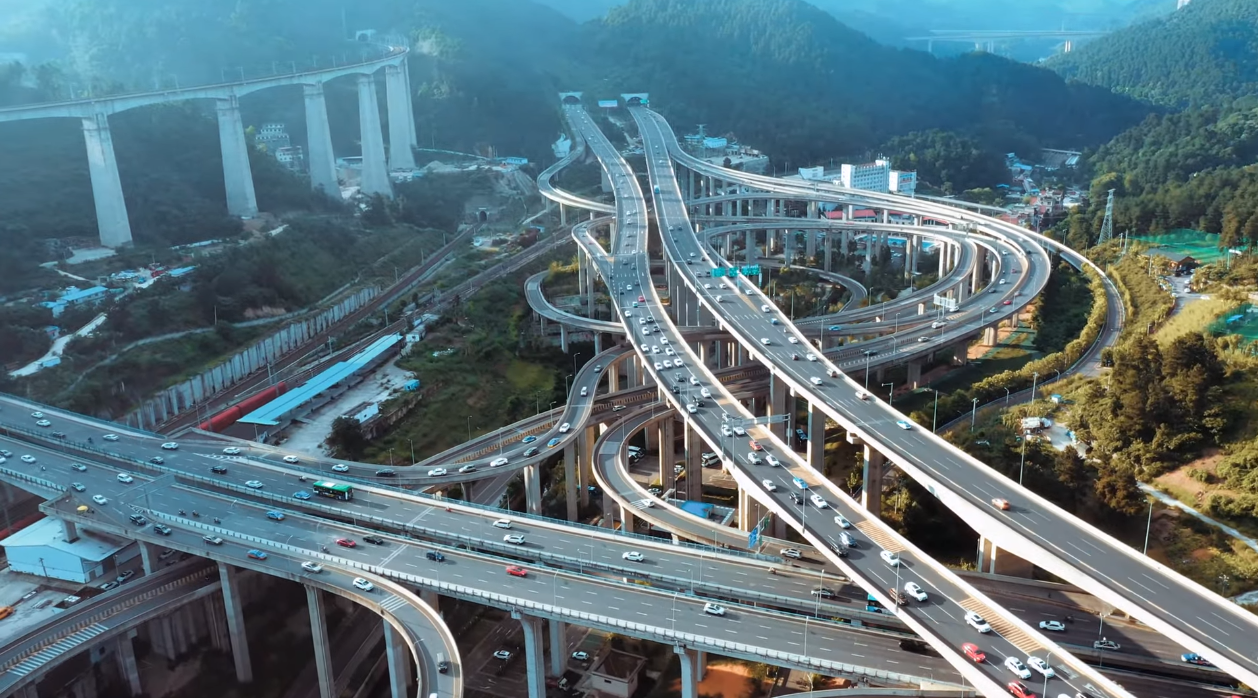
Intersección vial en la autopista Guiyang- Qianchun, provincia de Guizhou, China. Las complejas intersecciones viales son infraestructuras capaces de soportar varios nodos de tránsito vehicular.

Los ingenieros suelen limitar el término "infraestructura" para describir los activos fijos que tienen forma de gran red. Los esfuerzos por elaborar definiciones más genéricas de las infraestructuras se han referido normalmente a los aspectos de red de la mayoría de las estructuras, y al valor acumulado de las inversiones en las redes como activos. Una de estas definiciones de 1998 definía la infraestructura como la red de activos "en la que el sistema en su conjunto está destinado a mantenerse indefinidamente con un nivel de servicio especificado mediante la continua sustitución y renovación de sus componentes".

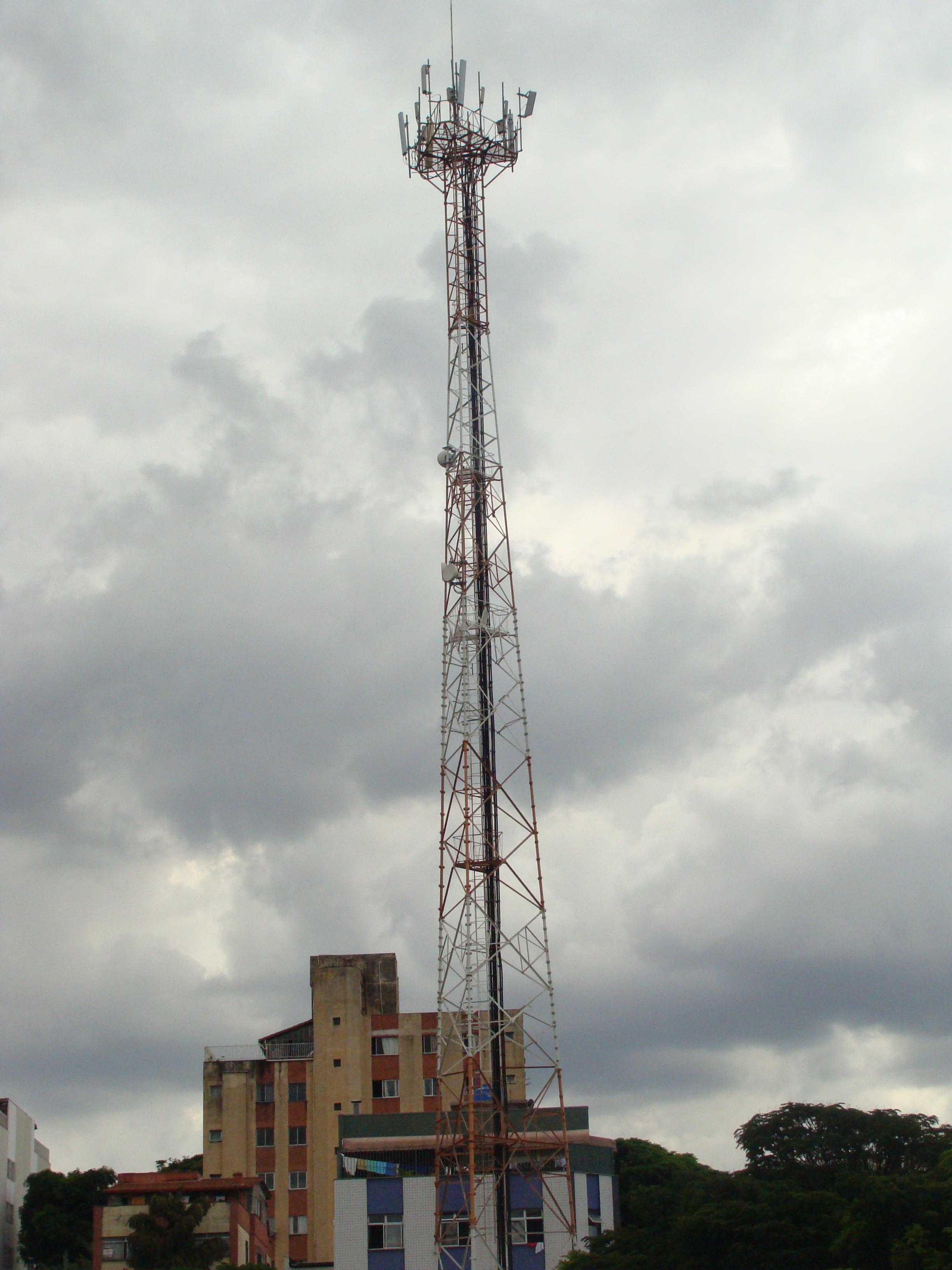
Antena de telecomunicaciones usada para propagar ondas de radio.

### Defensa civil y desarrollo económico
Los planificadores de la defensa civil y los economistas del desarrollo suelen referirse a las infraestructuras duras y blandas, que incluyen servicios públicos como escuelas y hospitales, servicios de emergencia como la policía y los bomberos, y servicios financieros básicos. El concepto de desarrollo basado en las infraestructuras, que combina las inversiones en infraestructuras a largo plazo por parte de los organismos gubernamentales a nivel central y regional con las asociaciones público-privadas, ha resultado ser muy popular entre los economistas de Asia (especialmente Singapur y China), Europa continental y América Latina.

### Militar
Las infraestructuras militares son los edificios e instalaciones permanentes necesarios para el apoyo de las fuerzas militares, tanto si están estacionadas en bases como si están desplegadas o participan en operaciones militares. Por ejemplo, los cuarteles, los cuarteles generales, los aeródromos, las instalaciones de comunicaciones, los almacenes de material militar, las instalaciones portuarias y las estaciones de mantenimiento.

### Comunicaciones
La infraestructura de comunicaciones son los canales informales y formales de comunicación, las redes políticas y sociales, o las creencias de los miembros de determinados grupos, así como la tecnología de la información, las herramientas de desarrollo de software. En estos usos más conceptuales sigue subyaciendo la idea de que la infraestructura proporciona una estructura organizativa y de apoyo al sistema u organización a la que sirve, ya sea una ciudad, una nación, una corporación o un conjunto de personas con intereses comunes. Algunos ejemplos son la infraestructura informática, la infraestructura de investigación, la infraestructura terrorista, la infraestructura de empleo y la infraestructura turística.

## Infraestructura y desarrollo económico
La adecuada y eficiente disponibilidad de servicios de infraestructura es una de las facetas más importantes de las políticas de desarrollo económico, sobre todo en aquellos países y sus regiones que buscan desarrollar ventajas competitivas y alcanzar especializaciones productivas. Específicamente, las redes de infraestructura constituyen un elemento central de la integración territorial, económica y de gobernanza dentro de un espacio geográfico – económico determinado. Las inversiones en infraestructura y el mantenimiento pueden ser muy costosos, especialmente en áreas como los países sin salida al mar, rurales y escasamente poblados de África. Se ha argumentado que las inversiones en infraestructura contribuyeron a más de la mitad del mejor desempeño del crecimiento de África entre 1990 y 2005, y se necesita una mayor inversión para mantener el crecimiento y abordar la pobreza. Los rendimientos de la inversión en infraestructura son muy significativos, con un rendimiento promedio de treinta a cuarenta por ciento para las inversiones en telecomunicaciones (TIC), más del cuarenta por ciento para la generación de electricidad, y ochenta por ciento para carreteras.

### Medición de la brecha de infraestructura

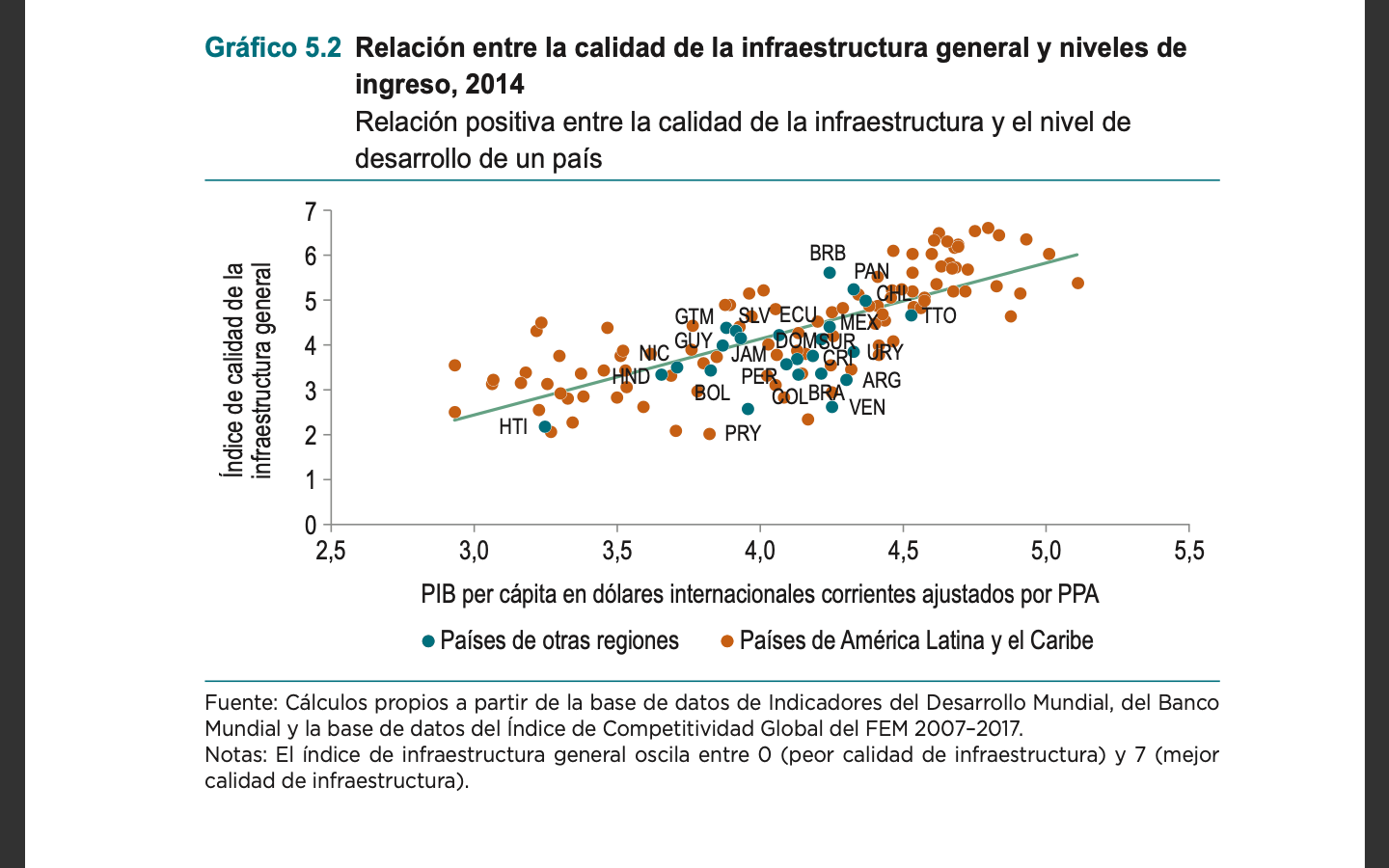
Relación positiva entre calidad de infraestructura y el desarrollo de países de acuerdo con estudio "Mejor Gasto, Mejores Vidas" del Banco Interamericano de Desarrollo en 2018

La medición de la relación entre inversión en infraestructura y desarrollo económico muestra que las inversiones en infraestructura contribuyen al crecimiento del PIB, la reducción de costos y las mejoras en la rentabilidad, pero la magnitud de este efecto no es consistentemente positiva cuando se realizan análisis de los costos y beneficios de cada proyecto en lo individual. 
La literatura para el estudio de los efectos hace diferencia entre infraestructura económica e infraestructura del bienestar. La primera tiene que ver con industrias generalmente constituidas en redes como transportes, telecomunicaciones, puertos, energía, etc. y la segunda con escuelas, clínicas, espacio público. Son las primeras las más relevantes para las transformaciones regionales, sin embargo, los procesos de toma de decisiones de inversión de manera poco frecuente consideran un equilibrio entre los retornos de inversión y la asequibilidad para las poblaciones que más lo necesitan. Lo anterior, representa una fuente de disparidad regional ex ante. Solo en América Latina, los más pobres gastan hasta el 40 por ciento de sus ingresos en uso de las infraestructuras de redes. 
Esta brecha de acceso a las infraestructuras impacta el desarrollo económico promoviendo disparidades intraregionales en los países. Cuando las decisiones de inversión privilegian la ubicación geográfica y existe un sesgo urbano, la cercanía – lejanía a las redes de transportes y telecomunicaciones explicarían una parte significativa de las diferencias en los resultados de desarrollo económico.

### Inversión en infraestructura

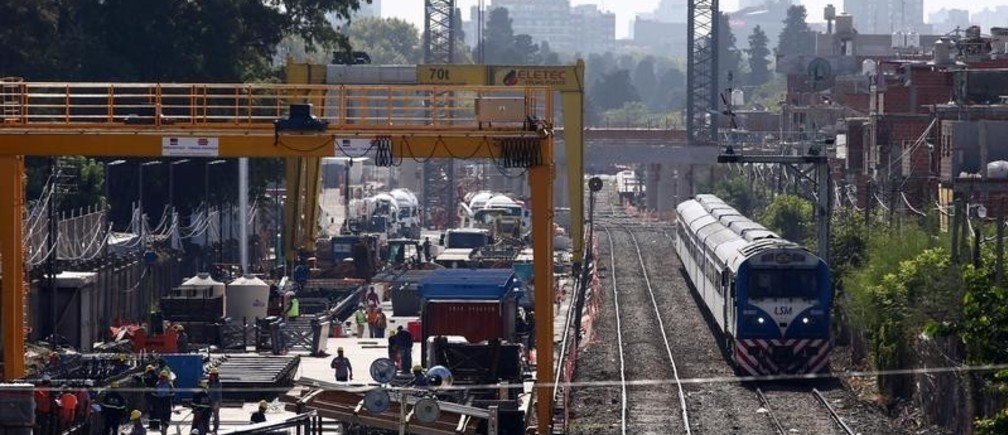
Las infraestructuras públicas son menos asequibles para los más pobres. Solo en América Latina, destinan hasta 40 por ciento de su ingreso para su uso.

En la línea de las implicaciones distributivas de la infraestructura,  la inversión en infraestructura favorece bienes tradable (energía, telecomunicaciones, transporte intermodal) hay una fuerte apreciación del tipo de cambio real. Para los nontradables (caminos rurales, etc) la apreciación del tipo de cambio es débil. Es decir, desde el análisis macroeconómico, la inversión en infraestructuras nontradables beneficia a los pobres de zonas urbanas y contrario a la intuición se perjudica a las zonas rurales. Los pobres rurales ganan acceso a alimentos y algunos servicios, pero pierden ingresos de la producción. 

### Corrupción e infraestructura
Otra vertiente de estudio del impacto de las infraestructuras en el desarrollo económico es la relacionada con la corrupción, a pesar de su relevancia existe evidencia limitada de los beneficios cuantificables obtenidos para quienes intervienen en sobornos. Se ha aproximado la diferencia entre el gasto de gobierno en la construcción de carreteras, por ejemplo en Indonesia con una estimación de costos realizada por ingenieros, evidenciando que en promedio esta diferencia es aproximadamente una cuarta parte del costo total de la carretera. También se ha observado que el porcentaje de contratos adjudicados en aquellas licitaciones de transportes en donde se presenta un solo participante tienen mayor probabilidad de representar un caso de corrupción. 

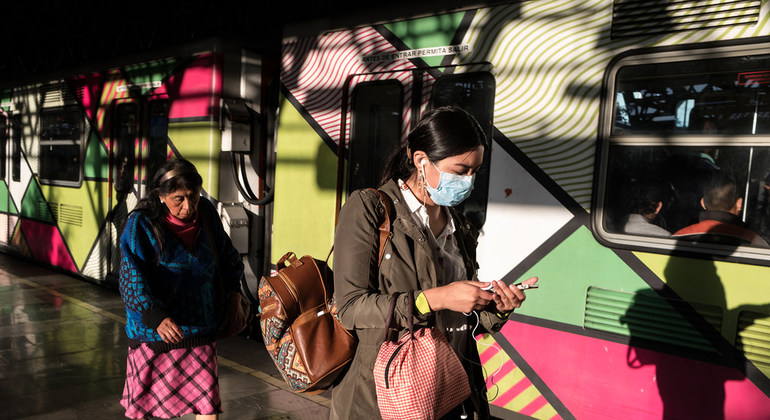
Las brechas de infraestructura se evidencian en tiempos de crisis. Por ejemplo, durante la pandemia por COVID-19 que inició en 2020

La literatura que vincula infraestructuras y corrupción se ha enfocado en estudiar el objetivo evidente de muchas transacciones, el robo de presupuesto público que tiene una manifestación monetaria en la extracción de excedentes, resultado de la renegociación entre quien soborna y el servidor público. Sin embargo, en ocasiones la orientación de las decisiones de inversión podría responder a otro tipo de motivaciones diferentes a la obtención de ganancias, como la influencia política.